# Dvorec Črnelo
Dvorec Črnelo je opuščen baročni dvorec, ki stoji na zahodnem delu vasi Turnše v občini Domžale, ob cesti Češenik–Količevo na vzhodnem robu Kamniškobistriškega polja.
Nadstropna štiritaktna stavba ima notranje kvadratno dvorišče z arkadami in podstrešno poletažo nad prvim nadstropjem. Arhitekturno ne izstopa, z izjemo vhodnega portala z volutami. Obdaja jo park s sadovnjaki in delno ohranjenimi drevoredi iz začetka 19. stoletja, v katerem stoji grajska kapela, na posestvu pa sta tudi vodnjak in manjši ribnik.
Dvorec je bil zgrajen v prvi polovici 18. stoletja ob zahodnem vznožju osamelega Hribarjevega griča z materialom iz ruševin tamkajšnjega gradu, ki je nekoč stal na vrhu griča. V veži dvorca je vzidana plošča z njega iz leta 1449. Grad je bil sicer prvič omenjen že konec 13. stoletja kot sedež gospodov Črnelskih, leta 1449 pa je prešel v last grofov Lambergov, ki so ga prezidali v štirioglato stavbo z obrambnimi stolpi. V tej obliki ga je leta 1679 upodobil Valvasor, zdaj pa so od njega ostali samo sledovi.
Tako dvorec kot park imata od leta 2006 status nepremičnih kulturnih spomenikov lokalnega pomena. Že pred tem ga je odkupil podjetnik Janez Burica in se ga namenil obnoviti v turistične namene ter za kulturne prireditve, vendar je bila do leta 2023 obnovljena samo kapela.